# Эмирган (парк)
Парк Эмирган (тур. Emirgan Korusu) — исторический городской парк, расположенный в Эмиргане, части стамбульского района Сарыер, на европейском берегу Босфора. Эмирган — один из крупнейших общественных парков в Стамбуле.

## История
В византийскую эпоху вся территория нынешнего парка Эмирган был покрыта кипарисовыми деревьями и была известна как «Кипарады» или «Кипарисовый лес». В середине XVI века эта местность получила название «Парк Феридун-бей», когда необжитые земли были предоставлены Нишанджы Феридун-бею, высокопоставленному чиновнику в Османской империи.
В XVII веке османский султан Мурад IV (правил в 1623—1640 годах) пожаловал эти земли Эмир-Гюне-хану, персидскому сефевидскому военачальнику, который сдал свою осаждённую османами крепость без какого-либо сопротивления, а затем последовал за султаном в Стамбул. Название «Парк Феридун-бей» было изменено на «Эмиргюне», которое со временем превратилось в «Эмирган».
На протяжении веков собственники территории нынешнего парка менялись несколько раз, и в конце 1860-х годов она принадлежала хедиву Исмаил-паше (правил в 1863—1879 годах), османскому правителю Египта и Судана. При нём она служила большой парковой зоной при большом деревянном ялы (прибрежный особняк), построенным им на берегу Босфора. Кроме того, он возвёл в парке три деревянных павильона, существующих и поныне.
Наследники семьи хедива продали поместье в 1930-х годах Сатвету Лютфи Тозану, богатому турецкому торговцу оружием, который передал территории парка, включая три павильона, в 1940-х годах городу Стамбулу, во времена губернатора и мэра Лютфи Кырдара (1938—1949).

## Нынешнее время

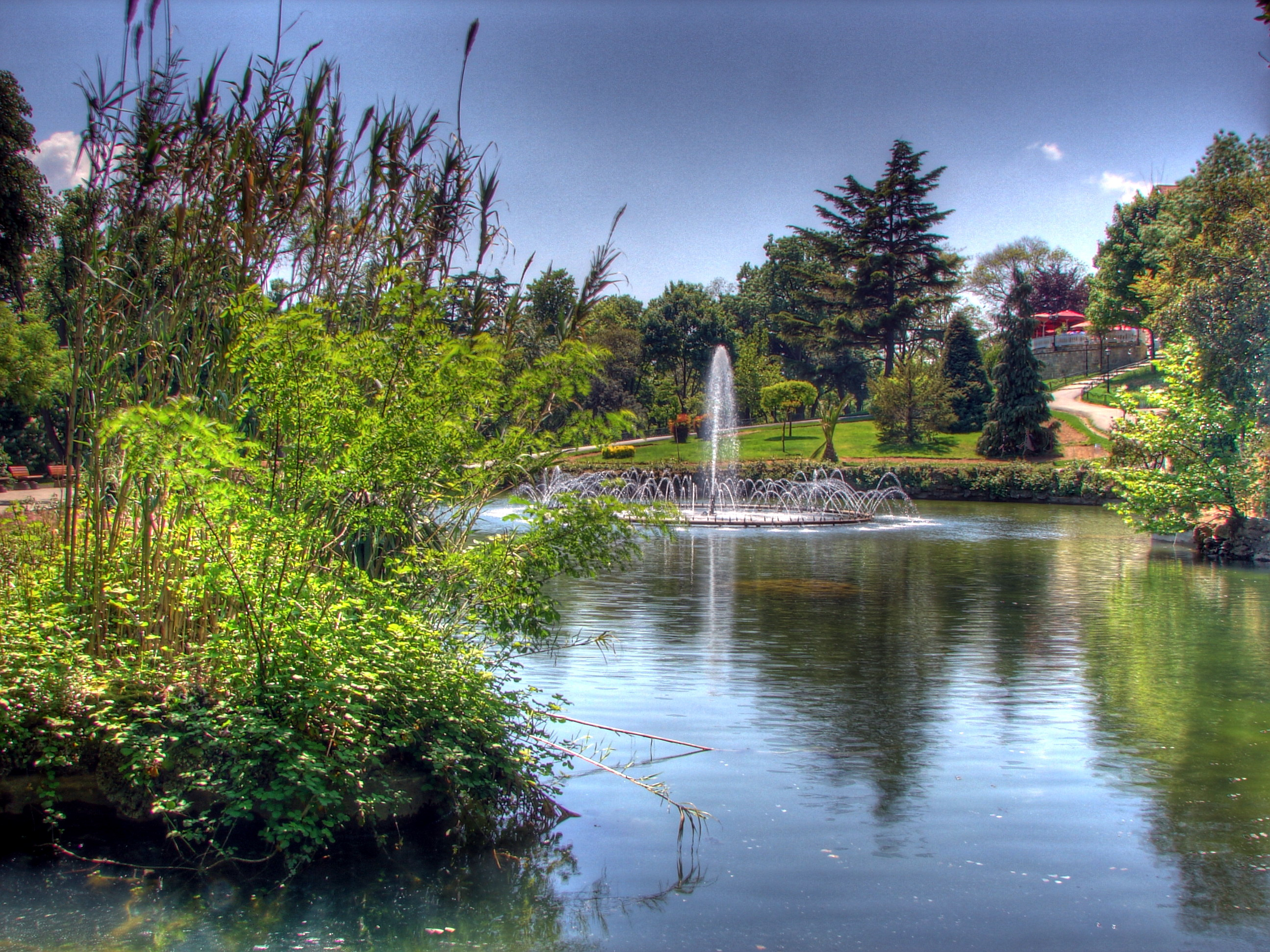
Пруд с фонтаном в парке Эмирган

Ныне парк Эмирган является собственностью столичного муниципалитета Стамбул и управляется им. Он занимает площадь в 117 акров, расположившись на холме и будучи окружён высокими стенами.
В парке с двумя декоративными прудами можно насчитать более чем 120 видов различных растений. Выделяются следующие деревья парка: сосна пиния, турецкая сосна, алеппская сосна, гималайская сосна , веймутова сосна, приморская сосна, японский кедр, ель, голубая ель, атласский кедр, ливанский кедр, гималайский кедр, бук, ясень, мыльное дерево, вавилонская ива, венгерский дуб, одноцветнгая пихта, двулапостной гинкго, низбегающий калоцедрус, секвойя и камфорное дерево.
Множество беговых дорожек и столы для пикника добавил популярности парку Эмирган как зоне отдыха для местных жителей, особенно в выходные и праздничные дни. Три исторических павильона, названные по цвету своего экстерьера, были реконструированы в 1979—1983 годах и открыты как кафе и ресторан.
Парк Эмирган ассоциируется с тюльпаном, традиционным цветком, давшем название эпохе (1718—1730 года) в османской истории. Специальный сад был разбит в парке Эмирган в 1960-е годы, в целях возродить в городе традицию выращивания тюльпанов. С 2005 года в апреле проводится ежегодный Международный фестиваль тюльпанов, когда одновременно высаживают сотни этих цветков.

## Жёлтый павильон
Жёлтый павильон (тур. Sarı Köşk) — большой деревянный особняк в виде шале, построенный хедивом Исмаил-пашой в 1871—1878 годы как охотничий и гостевой домик.
Расположенный в центре парка и с видом на Босфор, двухэтажный особняк с балконом, террасой и подвалом построен на участке площадью 400 м². Он состоит из четырёх комнат, одного зала и кухни на первом этаже и трёх комнат с гостиной на втором этаже. Украшения на потолках и стенах были выполнены придворным архитектором Саркисом Бальяном. На северо-востоке от особняка расположен пруд.
Особняк был реконструирован в начале 1980-х годов, обставлен антикварной мебелью и открыт для публики в качестве кафе.